# MBN 일일 드라마
MBN 일일 드라마는 MBN에서 매주 평일에 방송했던 드라마 프로그램이었다.

## 프로그램 리스트

### 2010년대
- 《왔어 왔어 제대로 왔어》 : 2011년 12월 5일 ~ 2012년 3월 5일

## 경쟁 프로그램
- KBS 1TV 일일 드라마
- KBS 2TV 일일 드라마
- MBC 일일 드라마
- SBS 일일 드라마
- JTBC 일일 드라마
- tvN 일일 드라마